# Monetazione tolemaica
La monetazione tolemaica riguarda le emissioni nell'Egitto tolemaico, il regno ellenistico fondato sul territorio dell'antico Egitto da Tolomeo I dopo la morte di Alessandro Magno. Le monete furono battute nel piede fenicio, noto anche come "piede tolemaico". Questo standard monetario non era usato negli altri regni ellenistici ed era minore del prevalente piede attico. Quindi le monete tolemaiche erano più piccole di quelle degli altri regni ellenistici.
Da un punto di vista artistico le monete, d'argento, seguivano l'esempio della antica monetazione greca del periodo, con il ritratto delle figure dinastiche. La lavorazione delle monete tolemaiche presenta spesso un avvallamento al centro, simile a quello che si può trovare nella monetazione seleucide.
La dinastia tolemaica introdusse la monetazione standard nell'Egitto, dove le dinastie preesistenti avevano fatto un uso limitato delle monete. Lo statere d'oro egizio è stata la prima moneta dell'Antico Egitto, coniata verso il 360 a.C. durante il regno del faraone Teos, della XXX dinastia. Queste monete erano state coniate per pagare i servizi dei mercenari greci.
La prima zecca tolemaica fu installata a Menfi ed in seguito spostata ad Alessandria. Essendo riuscita a monetizzare la società egizia, in gran parte per gli sforzi di Tolomeo II Filadelfo, il regno tolemaico fiorì. Per gran parte della sua storia il regno applicò vigorosamente una politica per l'uso di un'unica moneta, confiscando le monete straniere trovate nel suo territorio e forzando i suoi domini ad adottare la monetazione tolemaica. Nei rari casi in cui era permesso avere una moneta propria, come ad esempio agli Ebrei in Palestina, dovevano comunque usare il piede tolemaico. Queste politiche, insieme all'inflazione e alla crescente difficoltà nell'ottenere l'argento, causarono l'isolamento della moneta tolemaica.
Dopo l'annessione dell'Egitto nell'Impero romano e la fine della dinastia tolemaica, la sua valuta rimase in circolazione. Questo avvenne fino a Nerone. L'argento delle monete fu riusato per il tetradramma romano. I denarii e gli aurei non circolarono nell'ex-regno tolemaico, così l'isolamento monetario dell'Egitto continuò.

## Tipi e simbolismo
Il regno tolemaico usò il piede fenicio, invece del più diffuso piede attico. Il priede fenicio, noto anche come piede tolemaico pesava 14,20 grammi circa.
Il piede attico, comune negli altri stati ellenistici era invece di 7,26 grammi.
La moneta tolemaica fu coniata con standard diverso e il regno cercò di ottenere il pieno controllo della dinastia sulla moneta in circolazione.
Le denominazioni più grandi dei bronzi arrivavanoa 100 grammi.
Da un punto di vista artistico la monetazione tolemaica segue strettamente la monetazione greca antica dell'epoca. Un elemento simbolico isato fraquentemente dalla dinastia è costituito da un'aquila stante su un flmine, adottato dapprima da Tolomeo I. La monetazione tolemaica più caratteristica comprende le cosiddette "emissioni dinastiche". Tolomeo II sposò la sorella Arsinoe II, forse per acquisire legittimazione agli occhi degli Egizi. I faraoni tradizionalmente usavano sposare le sorelle, a indicare l'unione sacra tre gli dei Osiride and Iside.
Una moneta-medaglia con al dritto i ritratti di Tolemeo II e di Arsinoe II, e al rovescio i ritratti di Tolemeo I e Berenice I fu coniata dopo la morte di Arsinoe II. Arsinoe ebbe una importanze influenza postuma sulla vita religiosa e la dinastia greca al potere fu deficata
Nel processo di produzione delle monete ci sono somiglianze con la monetazione seleucide. Ad esempio le monete presentano un piccolo avvallamento al centro, che deriva dalla tecnica di coniazione

## Zecche

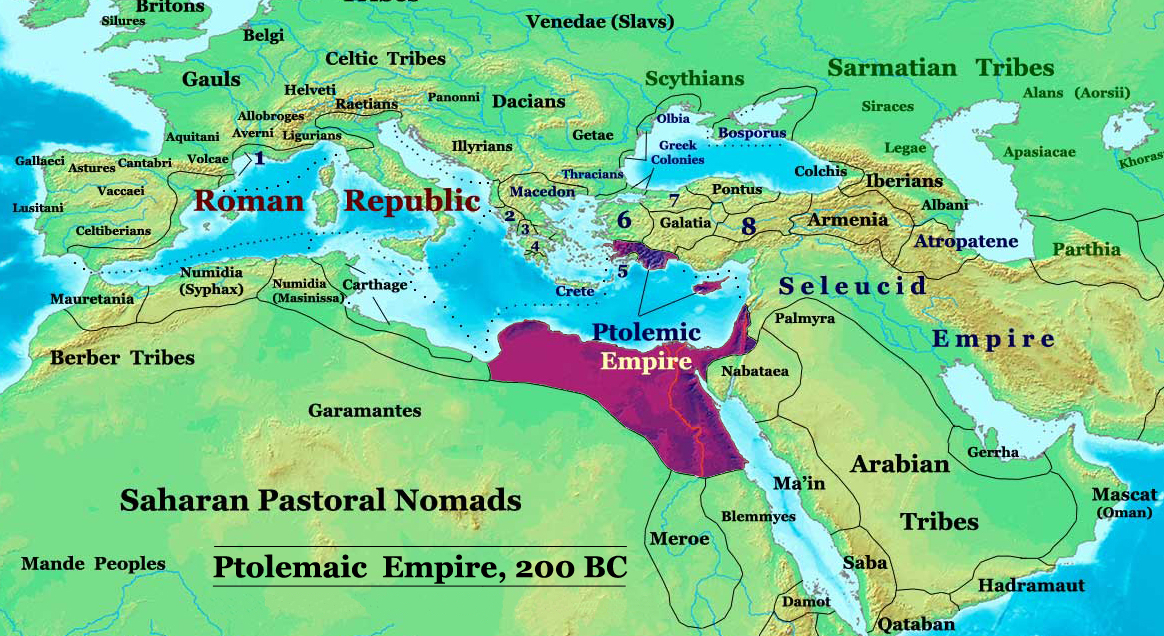
Impero tolemaico ca. 200 a.C.

Questa monetazione fu usata nell'Egitto tolemaico, sotto l'ultima dinastia dell'Antico Egitto e per un breve periodo nell'Egitto romano.
La prima zecca tolemaica fu Menfi. In seguito la zacca fu spostata ad Alessandria.
Tiro era la città costiera più importante tra le cinque città tolemaiche con una zecca in Siria.
Dopo che il Regno seleucide guidata da Antioco III ebbe conquistato la Celesiria, Tolemaide di Fenicia, nei pressi della moderna Acri, fu comunque consentito di continuare a coniare con il piede tolemaico. La zecca si mantenne molto attiva e anzi fu una delle più attive del Regno seleucide. È probabile che la città coniasse monete d'argento senza interruzione dopo essere passata di mano, poiché era una città molto importante in Fenicia. Tuttavia, i Seleucidi interruppero la produzione della zecca tolemaica a Jaffa.
In Grecia la monetazione tolemaica ebbe luogo principalmente nel Peloponneso e in Eubea. Corinto non coniò monete tolemaiche durante la breve sottomissione al regno.
Cipro aveva molte zecche importanti e l'isola coniò grandi quantità di monete tolemaiche dal 200 a.C. all'80 a.C. Cipro era anche più ricca di argento rispetto all'Egitto. Nel II secolo a.C., la maggior parte delle monete cipriote sono facilmente identificabili e databili perché includono abbreviazioni per zecche e date sia per le monete d'oro che per quelle d'argento.
Le zecche cipriote di questo comprendono Salamina (abbr. ΣA), Cizio (abbr. KI) e Pafo (abbr. Π, e in seguito ΠA). Nello stesso periodo a Creta non erano usate nonete reali e le città cretesi avevano ampia autonomia ci coniare le proprie monete.
Non ci sono prove che esistessero zecche tolemaiche in Asia Minore. Inoltre, regioni come la Cilicia e la Licia non avevano zecche autonome che battessero valuta locale.
Sembra che ci fosse poca circolazione di valuta tolemaica in Caria, Licia, Panfilia e Cilicia.
La coniazione dell'argento della Panfilia fu interrotta sotto il controllo tolemaico.
È probabile che le popolazioni dell’Asia Minore meridionale semplicemente non avessero l’abitudine di utilizzare la moneta nelle transazioni economiche quotidiane.

## Storia

### Contesto
L'argento in Egitto era più scarso dell'oro e l'esatto rapporto del loro valore non è chiaro. Probabilmente, tuttavia, l'argento veniva importato in quantità significative dall'estero.
Inoltre, la Cipro tolemaica produceva argento per le monete coniate localmente.
La monetazione non era utilizzata in Egitto durante le dinastie pre-tolemaiche. È stato dedotto dalle scoperte in Egitto di antiche monete straniere che la valuta estera era usata come lingotti piuttosto che come denaro.
Durante il regno tolemaico l'Egitto si trasformò, nel corso del III secolo a.C., da una società ampiamente priva di valuta a una società ampiamente monetizzata.
Il re Tolomeo II Filadelfo ebbe una notevole influenza nel processo. Il dominio greco monetizzò la tassazione egiziana, e questo fu uno dei motivi principali del successo dello stato tolemaico.
Prima del periodo tolemaico metalli, come il rame, e il grano venivano usati come mezzi di scambio. Il dominio tolemaico portò nel paese, oltre alla moneta, anche le banche e la tassazione.
Tuttavia, anche secoli prima, l’aumento del commercio con la Grecia aveva apparentemente rafforzato il processo di monetizzazione.
La fondazione della colonia commerciale greca di Naukratis coincise con il rafforzamento delle relazioni commerciali.

### Isolamento monetario
Il Regno tolemaico non utilizzava il piede attico, o standard attico, che era molto comune in altri stati ellenistici contemporanei come il Regno seleucide.
Invece, il regno tolemaico utilizzava il piede fenicio, che era inferiore al piede attico. Di conseguenza la moneta tolemaica era più piccola delle monete usate da altri stati ellenistici.
Nella fase di transizione al piede fenicio, il regno usò il piede rodio.
Una possibile ragione per questo brevissimo utilizzo del piede rodio nella monetazione potrebbe essere derivata dai forti legami commerciali con l'isola di Rodi.
Tuttavia, è importante notare che lo standard rodio era più leggero di quello attico ma più pesante di quello fenicio.
Il processo mostra una chiara tendenza verso un minor peso della moneta. Nonostante questa coincidenza, ragioni politiche e partenariati commerciali offrono ancora spiegazioni migliori rispetto alla teoria proposta secondo cui il valore dell'argento era in apprezzamento durante il regno di Tolomeo I.
Durante gran parte della storia del regno tolemaico, la politica monetaria prevedeva che tutte le monete straniere in Egitto fossero confiscate dallo stato e sostituite con valuta tolemaica.
Si possono tracciare parallelismi tra Atene e il Regno tolemaico poiché anche Atene tentò di introdurre un'unica valuta nel suo impero.
Il regno tolemaico impose il proprio sistema monetario ai suoi domini stranieri.
Nei rari casi in cui a città sotto il dominio tolemaico era consentito mantenere la propria valuta locale, le città erano comunque costrette a convertire la propria valuta al peso fenicio.
Uno di questi casi è stato quello della comunità ebraica in Palestina, poiché era loro consentito coniare monete con i nomi dei loro magistrati.
Tuttavia, la valuta ebraica locale scomparve effettivamente nel terzo secolo. In confronto la politica del vicino regno seleucide non fu così severa nell'imporre il controllo reale sulle zecche.
Durante il regno di Tolomeo I, il fondatore del regno, furono consentite l'esistenza di diverse valute locali. Potrebbero anche essere stati incoraggiati. La data esatta dell'eliminazione delle monete non tolemaiche varia a seconda della regione.
Già durante il regno di Tolomeo I iniziò a formarsi la natura chiusa del sistema monetario tolemaico.
In Egitto e Siria, Tolomeo I, dopo essersi sentito sicuro al potere, interruppe la monetazione locale, che aveva impressa l'immagine di Alessandro Magno. Queste monete con l'immagine di Alessandro erano molto comuni negli stati successori dell'Impero macedone.
La moneta cipriota fu eliminata quando le monarchie locali cessarono di esistere. A Cirene ci è voluto ancora più tempo per eliminare la moneta municipale. A Creta (Grecia) la valuta locale non è mai stata soppressa. L’uniformità della valuta è stata ricercata in modo flessibile, ma opportunistico.
Poiché divenne sempre più difficile ottenere argento per il regno tolemaico, la monetazione di bronzo sostituì in gran parte l'argento in Egitto. Inoltre, l’isolamento monetario fu accresciuto da altri fattori, come una notevole inflazione e l’uso di uno standard unico per sostituire il peso dell’Attico.
Le prime monete d'argento tolemaiche erano coniate da argento puro, ma al tempo di Cleopatra VII avevano subito un grado molto elevato di svilimento.
Nonostante le difficoltà economiche nel regno tolemaico un notevole degrado economico iniziò nel 136 a.C.
Dopo la riforma economica di Cleopatra VII nel 51 a. C. fu emesso un tipo di statere composto solo per un terzo d'argento.

### Periodo romano
Dopo la fine del Regno tolemaico, l'Egitto divenne una provincia dell'Impero romano, ma le monete d'argento coniate dai Tolomei continuarono ancora a circolare.
La monetazione d'argento tolemaica era in gran parte scomparsa al tempo di Nerone (54-68 d.C.), probabilmente fusa e ribattezzata come moneta provinciale romana.
Sotto il controllo romano, l'Egitto mantenne un sistema monetario chiuso, come era stato sotto i Tolomei. I denarii e gli aurei romani non circolavano nell'Egitto provinciale.